# Gare de Gießen
La gare de Gießen (en allemand Bahnhof  Gießen) est la plus grande gare de la ville de Gießen en Hesse, Allemagne. Elle est fréquentée par 20 000 voyageurs par jour.

## Historique

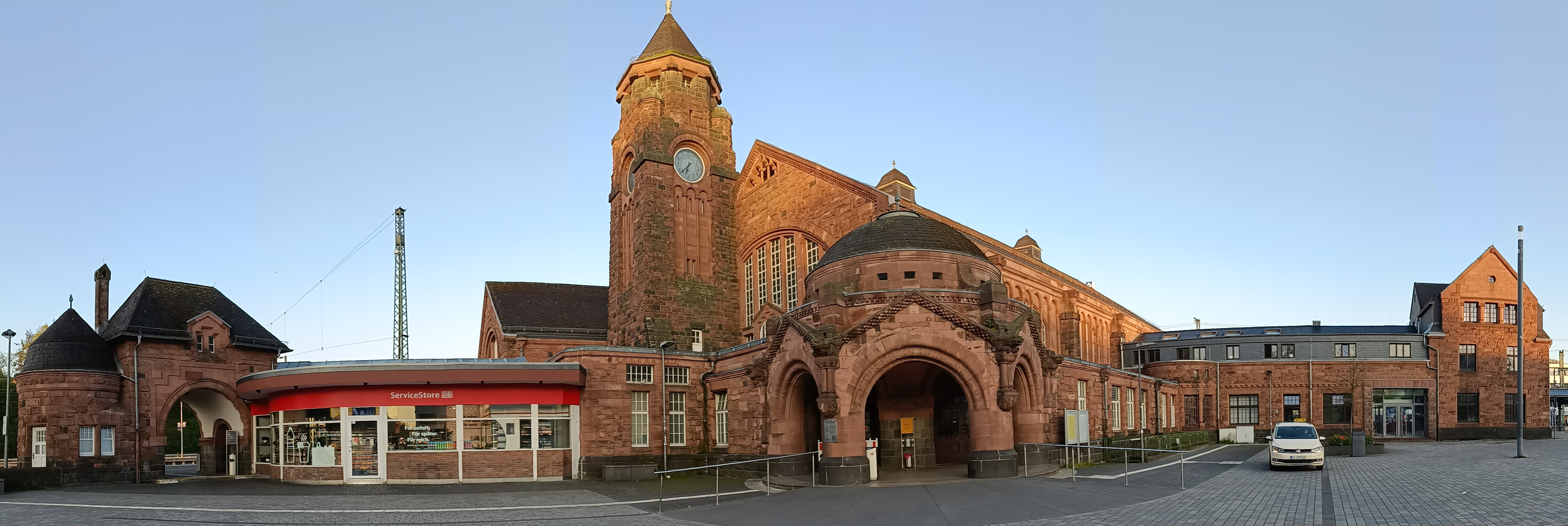
Vue panoramique de la gare de Gießen.

La gare a été ouverte le 25 août 1850 sur la ligne Main-Weser (de) (de Francfort à Cassel), ainsi que sur la ligne de la Dill (de) (de Gießen à Siegen).

## Service voyageurs

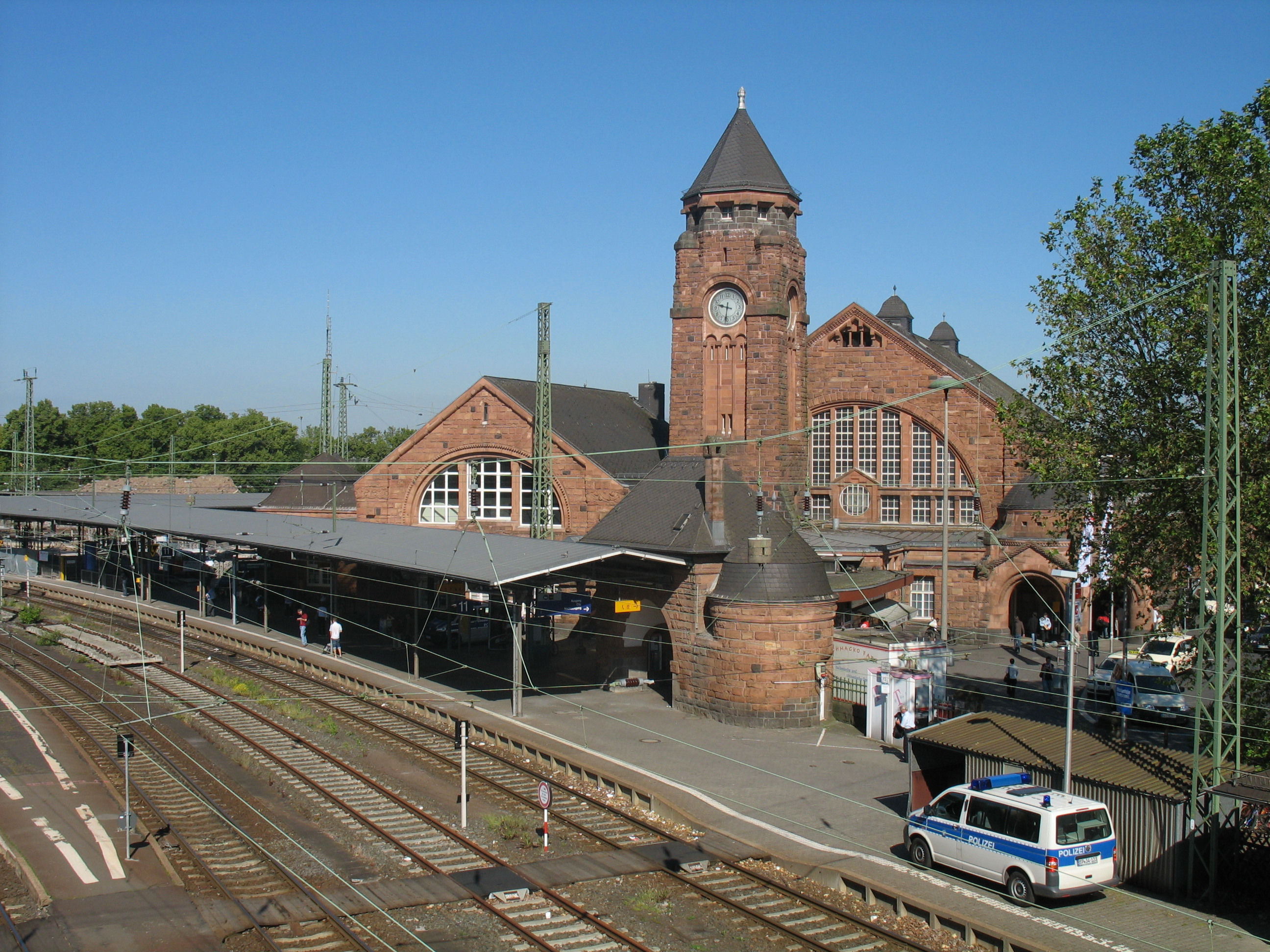
Vue des voies

### Desserte
De cette gare, on peut aller à Francfort-sur-le-Main, Cassel, Stuttgart, Berlin, Hanovre, Hambourg et Siegen.